# Gare de Loches
Pour les articles homonymes, voir Loches (homonymie).
La gare de Loches est une gare ferroviaire française de la ligne de Joué-lès-Tours à Châteauroux, située sur le territoire de la commune de Loches, dans le département d'Indre-et-Loire, en région Centre-Val de Loire.

## Situation ferroviaire
La gare de Loches est située au point kilométrique 282,708 de la ligne de Joué-lès-Tours à Châteauroux entre les gares de Chambourg et Perrusson. Son altitude est de 73 m.

## Histoire
La gare est ouverte le 15 juillet 1878.

## Services voyageurs

### Accueil
La gare SNCF dispose de panneaux d'informations, de distributeurs de titres de transport TER ainsi que d'un guichet ouvert tous les jours de la semaine.

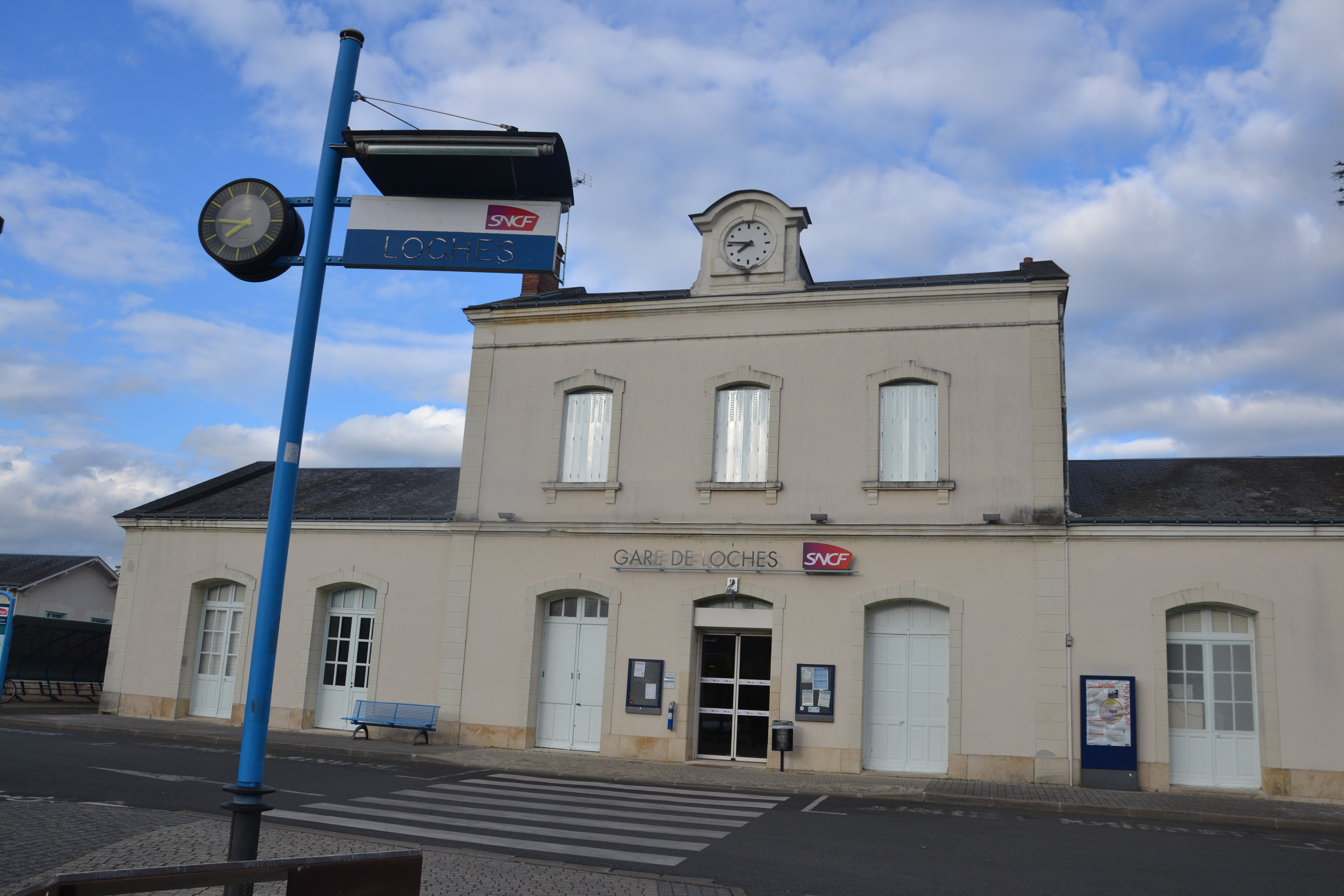
Bâtiment voyageur place de la gare

### Dessertes
La gare de Loches est desservie par des trains du réseau TER Centre-Val de Loire qui circulent sur la ligne n° 31 entre les gares de Tours et Loches. Elle marque le terminus de la ligne ouverte au trafic voyageurs.

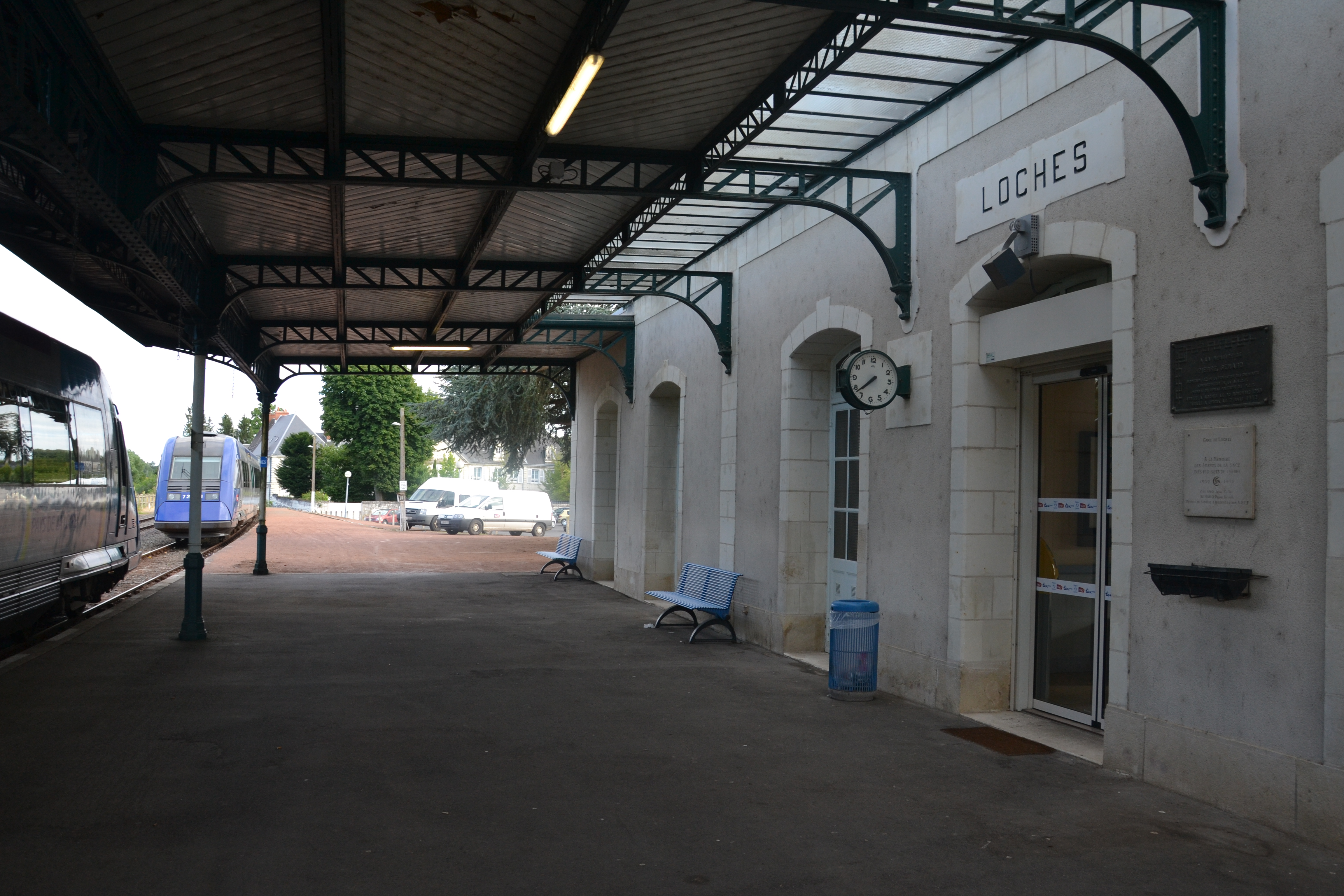
Arrière côté voie

### Intermodalité
- Lignes TC et LMC du Réseau de mobilité interurbaine[4]
- Transport à la demande : Rémi + à la demande

- Un parking pour les véhicules ainsi que pour les vélos y est aménagé. Un arrêt de bus se trouve à proximité de la gare[2].